# Aedes
Aedes (dân gian gọi là muỗi vằn) là một chi của loài muỗi ban đầu được tìm thấy ở các vùng nhiệt đới và cận nhiệt đới nhưng hiện nay đã có mặt trên tất cả các lục địa trừ châu Nam Cực. Một số loài đã lan rộng do hoạt động của con người.
Được mô tả và đặt tên lần đầu bởi nhà côn trùng học người Đức, Johann Wilhelm Meigen, vào năm 1818. Tên gọi chi bắt nguồn từ tiếng Hy Lạp cổ đại ἀηδής, aēdēs, có nghĩa là 'khó chịu' hoặc 'đáng ghét'. Loài điển hình cho Aedes là Aedes cinereus.

## Đặc điểm
Muỗi vằn rất dễ nhận biết bởi các vệt màu đen và trắng rõ ràng trên cơ thể và chân của chúng. Không giống như hầu hết các loài muỗi khác, muỗi vằn hoạt động và cắn chủ yếu vào ban ngày. Thời gian cắn đỉnh điểm là vào sáng sớm và buổi tối trước khi trời tối hẳn.

## Véc-tơ truyền bệnh
Các loài muỗi thuộc chi Aedes là tác nhân truyền nhiều bệnh do vi rút, bao gồm sốt xuất huyết, sốt vàng, vi rút Zika và chikungunya, được truyền bởi các loài thuộc phân chi Stegomyia, bao gồm A. aegypti và A. albopictus. Nhiễm các vi rút này thường đi kèm với các triệu chứng như sốt và trong một số trường hợp, có thể dẫn đến viêm não hoặc thậm chí là gây tử vong. Một loại vắc-xin có thể cung cấp sự bảo vệ khỏi bệnh sốt vàng và các biện pháp phòng ngừa muỗi cắn bao gồm sử dụng thuốc diệt côn trùng như DDT, bẫy muỗi, thuốc chống muỗi, màn chống muỗi cũng như việc kiểm soát dịch hại bằng cách sử dụng muỗi biến đổi gen. Ở Polynesia, loài Aedes polynesiensis chịu trách nhiệm cho việc truyền bệnh giun chỉ bạch huyết ở người.